# FNM 421–428
Die FNM 421–428 waren eine Gruppe von Tenderloks der Ferrovie Nord Milano (FNM), die für Güterzüge konzipiert wurden.
Die insgesamt acht Maschinen wurden 1924–25 von Breda gebaut. 1940 wurden sie in der Gruppe 220 eingeordnet und erhielten die Nummern 220-01–08.
Bald wurden die Maschinen wegen der fortschrittlichen Elektrifizierung des Netzes verkauft: Fünf Stück kamen zur Società Ferrovia Biella–Novara (SFBN), die sie als 421–425 einordnete. Drei weitere kamen zu Industrie- und Werkbahnen.
Die SFBN-Lokomotiven kamen 1961 mit der Verstaatlichung der Gesellschaft zu den Ferrovie dello Stato, die sie in der Gruppe 842 einordneten. Weil sie sich schon in Ruhestand befanden, wurden sie bald ausgemustert und verschrottet.